# Olympische Sommerspiele 2008/Teilnehmer (Swasiland)
| Gelbes Symbol für Goldmedaillen mit stilisierten Olympischen Ringen | Graues Symbol für Silbermedaillen mit stilisierten Olympischen Ringen | Braundes Symbol für Bronzemedaillen mit stilisierten Olympischen Ringen |
| ------------------------------------------------------------------- | --------------------------------------------------------------------- | ----------------------------------------------------------------------- |
| —                                                                   | —                                                                     | —                                                                       |

Swasiland war mit der Teilnahme an den Olympischen Sommerspielen 2008 in Peking insgesamt zum 8. Mal bei Olympischen Spielen vertreten. Die erste Teilnahme des Landes war 1972. Die Flaggenträgerin bei der Eröffnungsfeier war die Leichtathletin Temalangeni Dlamini. Insgesamt nahmen fünf Athleten in drei Sportarten teil. 

## Boxen
- Simanga Shiba
Halbfliegengewicht (bis 48 kg)

## Leichtathletik
- Isaiah Msibi
1500 m, Männer
- Temalangeni Dlamini
400 m, Frauen

## Schwimmen
- Luke Hall
50 m Freistil, Männer
- Senele Dlamini
50 m Freistil, Frauen

## Weblink
- Seite auf www.beijing2008.cn (Memento vom 16. März 2009 im Internet Archive)